# Leucandra cerebrum
Leucandra cerebrum är en svampdjursart som beskrevs av Hozawa och Tanita 1941. Leucandra cerebrum ingår i släktet Leucandra och familjen Grantiidae.
Artens utbredningsområde är havet kring Japan. Inga underarter finns listade i Catalogue of Life.